# 寝屋川信号所
寝屋川信号所（ねやがわしんごうじょ）は、大阪府寝屋川市に所在する、京阪電気鉄道京阪本線の信号場である。

## 概要
萱島駅 - 寝屋川市駅間（両駅からそれぞれ1.1 kmの地点）に位置し、天満橋駅から続いた複々線区間と複線区間の結節点となっている。また、寝屋川車庫への出入庫地点であるほか、大阪側のみ信号所構内に引き上げ線が設置されているため、萱島終着の列車は車庫に入庫せず折り返すことが可能となっている。
京阪の列車運行管理システム『ADEC（自律分散型列車運行管理システム）』の駅装置が設置されており、列車の出入庫のポイント操作などは自動化されている。
なお営業列車の場合、実際に複線から複々線の外側線（緩行線）に転線するのは萱島駅手前である。
1964年5月31日までは「萱島信号所」と称していた。

## 信号所周辺
- 京阪電気鉄道京阪本線寝屋川市駅
- 寝屋川市立中木田中学校
- 寝屋川市立成美小学校
- 福田寺
- 大阪府道15号八尾茨木線
- 大阪府道18号枚方交野寝屋川線
- 大阪府道149号木屋門真線
- 寝屋川

## バス路線
北に京阪バス「寝屋川市駅」停留所がある。寝屋川市駅を発着する路線の詳細は「寝屋川市駅#バス路線」を参照。

## 隣の駅
京阪電気鉄道
京阪本線
萱島駅 (KH16) - 寝屋川信号所 -  寝屋川市駅 (KH17)